# 港珠澳大橋綜合渡假村接駁線
港珠澳大橋綜合渡假村接駁線（英語：Hong Kong Zhuhai Macau Bridge Integrated Resort Connection）是由六間大型綜合度假休閒企業（美高梅、澳娛綜合、銀河、金沙、新濠及永利）聯營，往返港珠澳大橋澳門口岸至外港客運碼頭接駁區的免費接駁巴士路線，官方簡稱為白巴。

## 沿革
- 2017年12月5日，澳門立法會進行運輸工務範疇施政辯論，對於酒店及娛樂場客運專車數量及路線多，對路面交通造成沉重壓力，坊間主張“控巴”聲音此起彼落。其中直選議員梁安琪再度問及是否重整發財巴路線規劃，運輸工務司司長羅立文回應時表示，提議六大博企成立一家公司，統一運營發財巴路線，叫做白色的巴士，即全部採用車身為白色的電動巴士，共同在部分出入境口岸接載客人。[1]

- 2017年12月20日，金沙中國表示，已初步研究開辦本線往返人工島減輕交通壓力，部分博企已整合氹仔一些相同目的地的發財巴路線，希望未來六大博企共同成立公司營運的發財巴；美高梅中國認為聯營發財巴是可行，冀能達成共識。[2]

- 2018年5月24日，交通事務局介紹港珠澳大橋跨境通行政策，當中除了新增101X及102X兩條公共巴士路線外，另增設本線往返外港客運碼頭及氹仔客運碼頭，讓乘客再接駁其他發財巴路線往返各間大型綜合渡假村酒店，車輛方面由原有發財巴中抽調11輛新能源巴士作營運。[3]

- 2018年6月，澳博董事局主席蘇樹輝表示，經過六大博企商議後，已向當局提交方案，合營由港珠澳大橋接載旅客至外港客運碼頭及氹仔客運碼頭，又指出如果大橋正式通車後各家博企均各自安排發財巴至邊檢大樓，或進一步增加路面負荷。[4]金沙中國總裁王英偉認為，港珠澳聯營發財巴開設能減輕交通壓力。[5]

- 2018年8月30日，交通事務局回覆澳門立法會直選議員李靜儀書面質詢時表示，因應港珠澳大橋即將開通，博企正計劃開辦兩條路線往返大橋澳門口岸管理區往返外港客運碼頭及氹仔客運碼頭，並透過現有穿梭巴士路線接駁。[6][7]

## 歷史
- 2018年10月24日，港珠澳大橋正式通車，本線同日起正式運作。初期服務時間為09:00至24:00，往返外港客運碼頭每小時約五班車，往返氹仔客運碼頭每小時約七班車。[8][9]

- 2020年2月起，受COVID-19疫情影響，本線停運。但2020年10月1至8日為分流旅客經港珠澳大橋珠澳口岸出入境，本線臨時開設。[10]

- 2023年2月1日起，本線復運。[11]

- 2024年10月1日，澳門大橋正式通車，本線北安線改由103X路線取代；以點對點直達模式和服務往返大橋澳門口岸至路氹城一帶的各酒店度假村發財巴改為恆常化營運。[12][13]

- 2025年4月4日至6日，本線配合清明節連假臨時停駛，官方首度明確本線全稱為港珠澳綜合度假休閒企業聯營線（白巴—外港碼頭路線），簡稱“白巴”。[14]

## 特別安排

### 大賽車舉行前後期間
- 由於每年舉行澳門格蘭披治大賽車期間，位於栢樂（外港客運碼頭）停車場地面的旅遊巴停泊區停用，外港線改停靠位於友誼巷或水塘巷一帶的臨時酒店穿梭巴士上落客區[15][16]。

### 節假日期間
- 2019年2月5日（己亥大年初一），港珠澳大橋澳門邊檢大樓入境旅客眾多，接駁發財巴站和巴士總站均排長龍，等侯時間超過半小時；隨後在每逢節假日期間，有博企安排並調度部分發財巴支援本線，更安排原用作公共巴士或員工巴士用途的車輛作支援[17]。

- 2023年4月5日、7日至10日，交通部門實行多項臨時交通安排，協調各博企參照農曆新年期間的客量作為營運標準，按實際情況於復活節期間額外增加支援車輛；又針對港珠澳大橋口岸出入境的人流情況，分別與港珠澳大橋穿梭巴士及博企建立互相通報機制，密切留意由各博企前往港珠澳大橋口岸的候車旅客情況，遇有突發增加，將由局方通知金巴調整發車班次以疏導旅客[18]。就在2023年4月5日清明節當天，受“澳車北上”和放寬入境措施影響，大橋澳門口岸唯一通道出現嚴重交通擠塞，龍尾幾乎接近友誼圓形地。而位於大橋澳門口岸內的香港入境大堂、發財巴站及巴士總站出現排隊人流，有部分香港旅客形容秩序混亂，人手安排亦不足；交通部門隨後批准各博企在復活節假期期間，開設點對點服務往返大橋澳門口岸至各間大型綜合渡假村酒店[19][20][21]。

- 2023年勞動節（“五．一黃金周”，4月29日至5月3日）[22]、國慶（“十‧一黃金周”，9月29日至10月8日）[23]，交通部門安排博企車輛以點對點直達模式提供服務，往返大橋澳門口岸至各間大型綜合渡假村酒店[24]。

- 2024年春節（2月10日至18日），首度明確本線於節假日長假期期間停駛，改為各博企安排發財巴以點對點直達模式提供服務，以疏導大橋澳門口岸的人流。[25] 隨後每逢在中港澳長假期期間，包括復活節及清明節長假期（3月29日至4月7日）[26]、五‧一黃金周長假期（4月30日至5月5日）[27]、端午節假期（6月8日至10日）等[28]期間繼續實行上述實施。

## 使用車輛
| 公司     | 使用車輛                                      |
| -------- | --------------------------------------------- |
| 永利     | - 宇通ZK6105BEVG（宇通E10） - 宇通ZK6109BEVHA |
| 新濠     | - 宇通ZK6109BEVHA                             |
| 威尼斯人 | - 比亞迪K8                                    |
| 澳娛綜合 | - 宇通ZK6125HNG - 金旅XML6102JEVW01 A/T       |
| 銀河     | - 宇通ZK6125HNG - 蘇州金龍KLQ6111Y            |
| 美高梅   | - 蘇州金龍KLQ6111Y                            |

## 路線資料

### 收費
- 免費

### 服務時間及班距
| 港珠澳大橋                    | 10:00-20:00 | 10:00-20:00 |
| 外港客運碼頭                  | 10:10-19:40 | 10:10-19:40 |
| 班距                          | 12-20分鐘   |             |
| 懸掛8號風球前一小時開出尾班車 |             |             |

### 路線停站
| 港珠澳大橋綜合渡假村接駁線 |
| 港珠澳大橋↔外港客運碼頭    |
| 港珠澳大橋澳門口岸         |
| ↓↑                         |
| 外港客運碼頭接駁區         |

## 圖片集

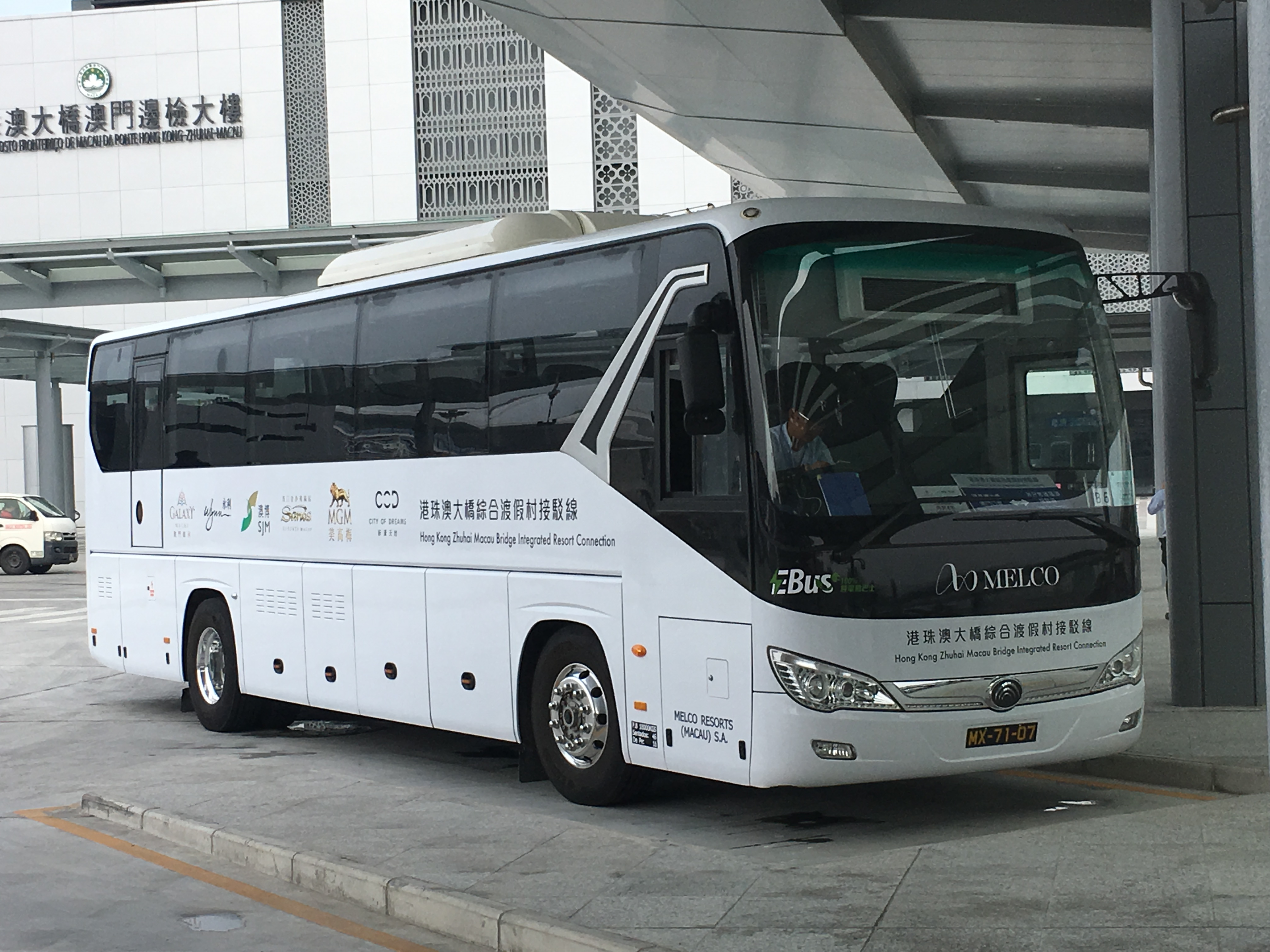
宇通ZK6109BEVHA （新濠博亞娛樂營運）
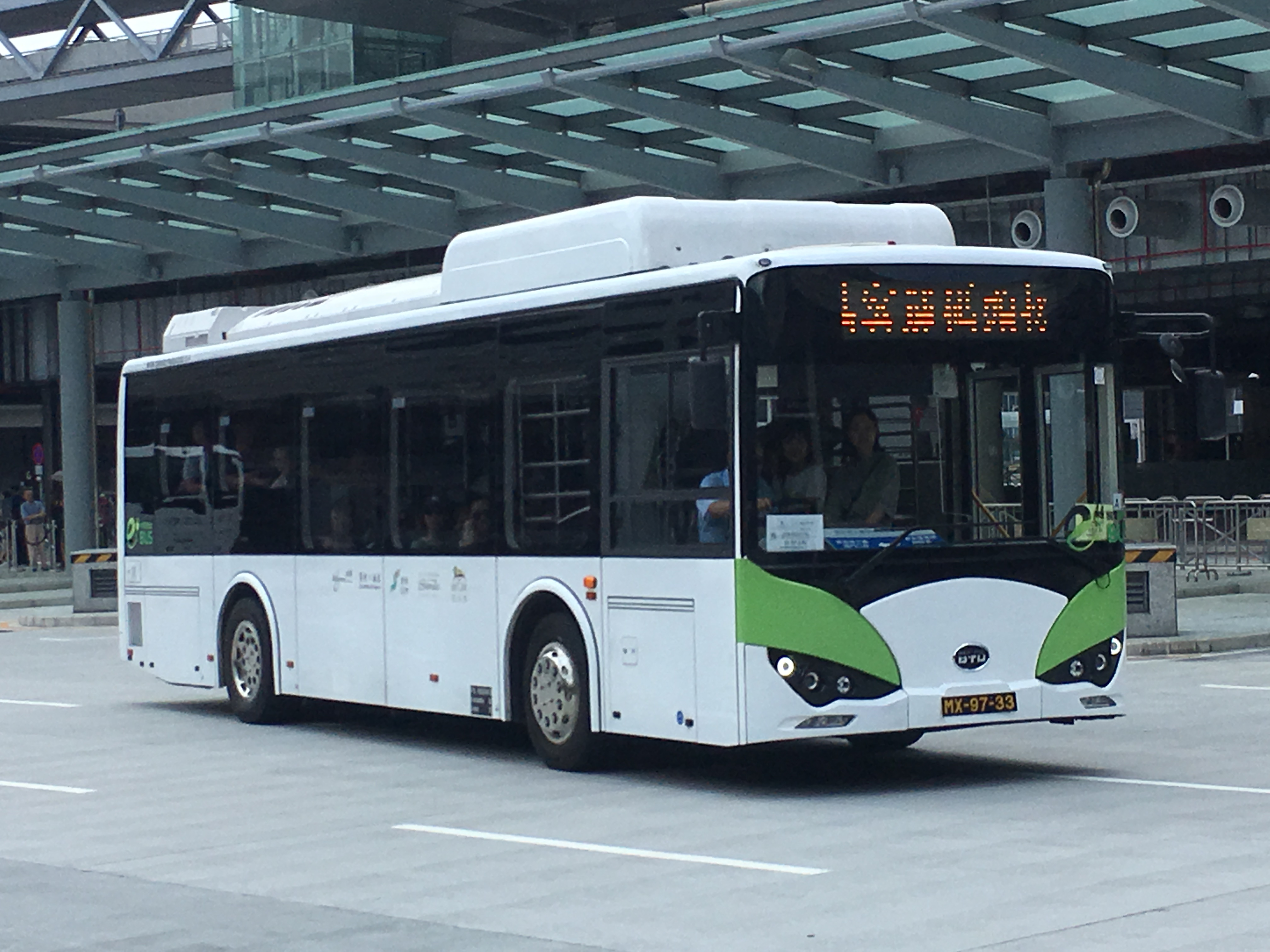
比亞迪K8 （金沙度假區營運）
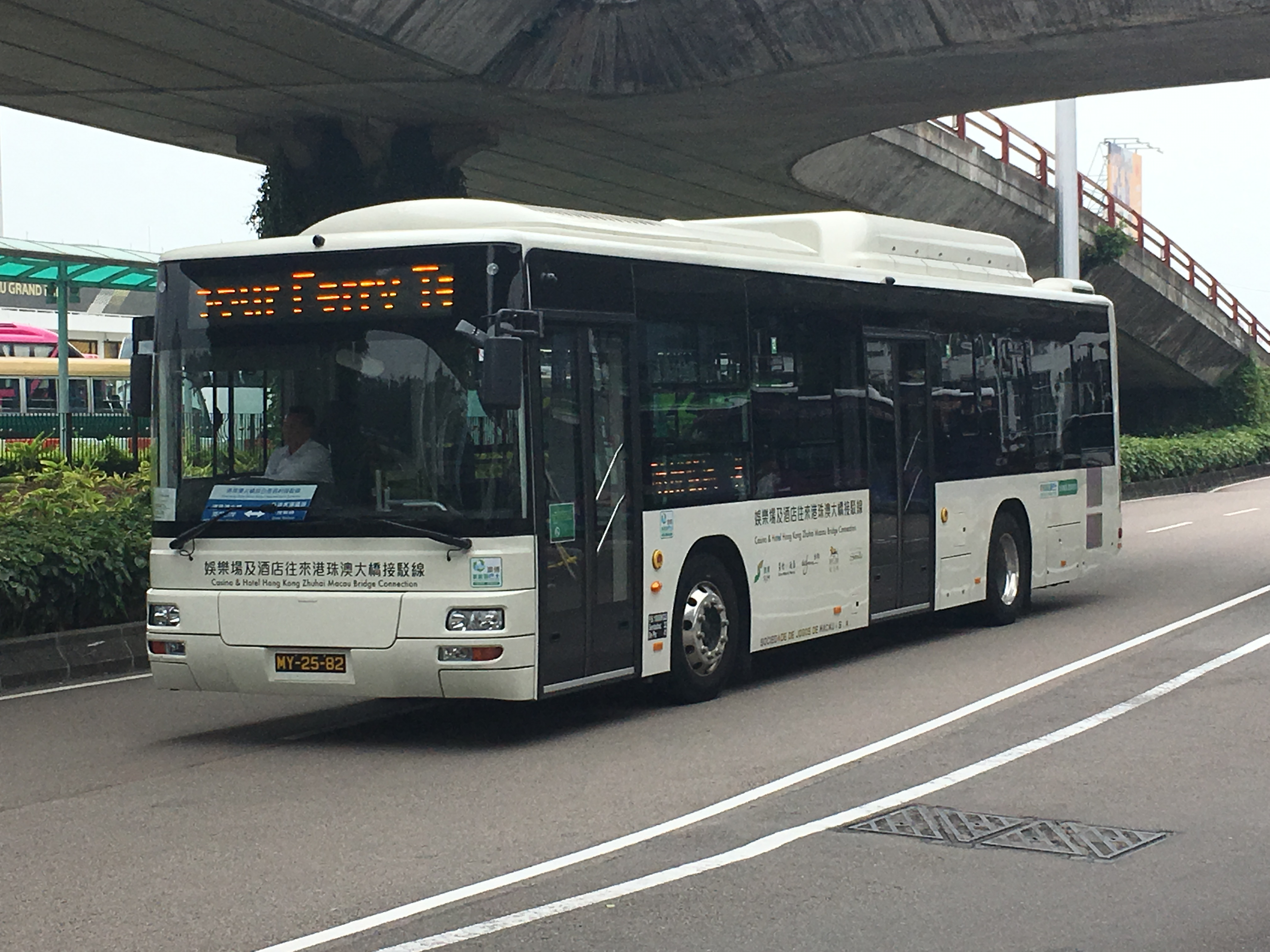
宇通ZK6125HNG （澳娛綜合營運）

## 外部連結
- 港珠澳大橋市內接駁交通專頁 （页面存档备份，存于）。